# Petare
Petare è una città del Venezuela nello Stato di Miranda, capoluogo del comune di Sucre.
La città si trova a quasi 1.000 metri d'altezza ed è un sobborgo orientale della capitale Caracas. Il crimine organizzato e le numerose bande in lotta tra di esse creano un alto tasso di rapine a mano armata, sequestri e omicidi, facendo del quartiere una delle zone più violente e corrotte dell'intera città.

## La baraccopoli
Dulce Nombre de Jesús de Petare è il nome completo del sobborgo ad est di Caracas in Venezuela, conosciuto come uno degli slum più popolati al mondo. Precisamente, con i suoi 369 000 abitanti, Petare occupa il settimo posto nella classifica mondiale, secondo solo a Neza-Chalco-Itza, (Messico) in tutta l’America Latina.
Petare, come molti altri slum del mondo, è composto da un conglomerato abitativo informale e precario, situato ai margini di una metropoli (in questo caso Caracas, capitale del Venezuela, con i suoi 6 milioni di abitanti), che molto raramente beneficia delle politiche pubbliche locali e nazionali. Qui, le gang criminali hanno dunque occupato il vuoto politico prendendo in gestione le economie locali per affari illeciti.
La città si presenta come un ammasso di edifici in mattoni rossi esposti o coperti con intonaco colorato, retti da strutture in cemento per pareggiare il dislivello causato dalle pendici delle montagne che circondano la capitale venezuelana, sulle quali si erge lo slum. I tetti, in lamiera ed altri materiali di fortuna, lasciano intendere una certa precarietà e povertà del settore urbano.